# Weihwasserbecken (Neulles)

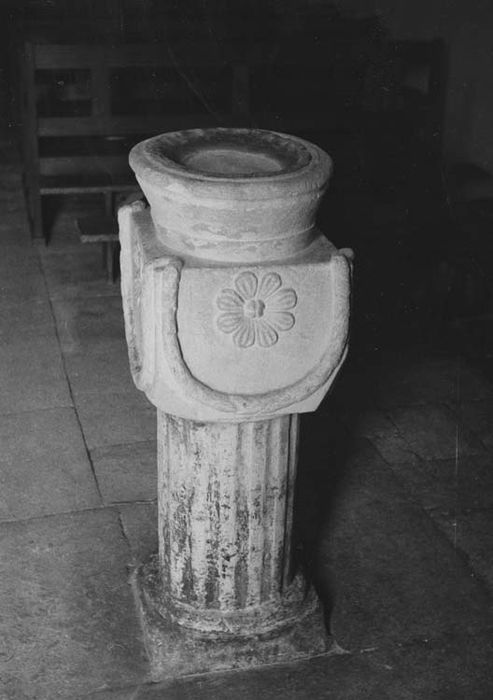
Weihwasserbecken in Neulles

Das Weihwasserbecken in der Kirche Notre-Dame-de-l’Assomption in Neulles, einer französischen Gemeinde im Département Charente-Maritime der Region Nouvelle-Aquitaine, wurde 1787 geschaffen. 
Im Jahr 1976 wurde das Weihwasserbecken als Monument historique in die Liste der geschützten Objekte (Base Palissy) in Frankreich aufgenommen.
Das Weihwasserbecken aus Stein besteht aus drei Teilen: einer quadratischen Basis mit einer kannelierten Säule, einem quadratischen Unterbau für das Becken, der mit einem umlaufenden Kordel-Ornament und auf drei Seiten  mit einer Margeritenblüte verziert ist. In die vierte Seite ist die Jahreszahl 1787 einskulpiert. Darauf steht das runde Becken, das mit einem Wulst abschließt.  